# ラルフ・シューマッハ
ラルフ・シューマッハ（Ralf Schumacher, 1975年6月30日 - ）は、ドイツ出身の自動車レーサー。元F1ドライバー。F1ワールドチャンピオンであるミハエル・シューマッハの実弟。
フォーミュラ・ニッポンの初代チャンピオンを獲得し、F1チーム「ジョーダン」「ウィリアムズ」「トヨタF1」などで活躍した。

## プロフィール

### キャリア初期
兄ミハエルと同じくカートレースを経て、ウィリー・ウェーバーのマネージメントを受ける。フォーミュラ・フォードなどを経て、ウェーバーが所有し、かつてミハエルも所属したWTSレーシングより1994年のドイツF3選手権に初参戦、シリーズ3位に食い込む。翌1995年もドイツF3に参戦し、ノルベルト・フォンタナとチャンピオン争いを繰り広げるが、一歩届かずシリーズ2位でシーズンを終えた。しかし同年11月のマカオグランプリF3では総合優勝を果たし、マカオGP史上初となる兄弟で優勝の記録を達成する（ミハエルは1990年に優勝）。

### 日本での活動
ウェーバーや全日本F3000への参戦歴を持つミハエルから、日本レース界のハイグリップタイヤを経験することはF1へ進むためにも有益であると勧めもあり、1996年は活動の舞台を日本に移し、兄も所属したチーム・ルマンよりフォーミュラ・ニッポン（前年までの全日本F3000）に参戦、ダブルエントリーで全日本GT選手権（JGTC）にもチーム・ラーク・マクラーレン（後のチーム郷）のマクラーレンF1 GTRで参戦した（JGTC、Fニッポン共にチームメイトは服部尚貴）。日本での参戦についてはウェーバーからラルフのマネージメントを任されたフランツ・トストと行動を共にしており、チーム郷創設者の郷和道所有の別荘に住んでいた。
Fニッポンでは3勝を挙げ初代チャンピオンを獲得し、JGTCでもシリーズ2位と活躍した。また、この年のみヘルメットをそれまでのベル製ではなく、日本でのメンテナンスの利便性を考え、アライ製を使用している（1997年からは再びベルを使用。ミハエルも1990年から1991年9月までアライ製ヘルメットを使用していた）。
シーズン途中の同年8月6日にはマクラーレンからF1テストドライブのオファーを受け、MP4/11をシルバーストン・サーキットでドライブ、F1マシンを経験した。これはマクラーレンのボスであるロン・デニスが翌1997年にテストドライバーとして採用しようと目論んでのテスト招聘だったが、F1実戦へのデビューを望んでいたラルフ側がテストドライバー就任に難色を示したため、マクラーレン加入は実現しなかった。

### フォーミュラ1

#### ジョーダン時代
1997年、ミハエルと同じくジョーダンからのF1デビューとなった。第3戦アルゼンチンGPで3位フィニッシュし、F1参戦からわずか3戦目で表彰台に上ったが、先行していたチームメイトのジャンカルロ・フィジケラと絡みリタイアに追いやってしまった。速さを見せつけたその一方で荒っぽいドライブも目立ち、17戦中10戦でリタイアを喫したが、13ポイントを挙げ、シリーズ11位でデビューシーズンを終えた。
1998年も速さを見せる一方で、荒さは相変わらずであったが濡れた路面に対しての高い対応力を見せた。第13戦ベルギーGPでは、スパ・フランコルシャン特有の雨により荒れたレース展開となる中2位でフィニッシュした。チームメイトのデイモン・ヒルがジョーダンチームにF1初優勝をもたらした記念すべきレースに、1-2フィニッシュという形で華を添えた。続く第14戦イタリアGPでも連続表彰台となる3位を獲得した。このレース後に、1999年からウィリアムズと2年契約を結んだことを発表した。最終的に14ポイントを挙げ、シリーズ10位でシーズンを終えた。

#### ウィリアムズ時代
1999年より、名門ウィリアムズに移籍。チームメイトは前年まで2年連続のCARTチャンピオンだったアレックス・ザナルディとなった。同年のウィリアムズは強力とは言えないスーパーテックエンジン等、マシンの戦闘力に欠けており、ザナルディは0ポイントでシーズンを終えた一方、シューマッハは3度表彰台に上り、第13戦イタリアGPでは自身初となるファステストラップも記録した。雨が絡む展開となったヨーロッパGPでは一時はトップを走る奮闘を見せ、タイヤのパンクによる後退はあったものの4位入賞を果たした。結局この年のシューマッハは35ポイントを挙げ、シリーズ6位だった。
2000年、ウィリアムズはBMWV10エンジンを獲得。F1ルーキーのジェンソン・バトンがチームメイトとなった。開幕戦オーストラリアGPで3位表彰台と良い滑り出しをみせるが、結局未勝利に終わった。第3戦サンマリノGPでは燃料システムのトラブルに見舞われ、第6戦ヨーロッパGPではエディ・アーバイン、ヨス・フェルスタッペンと接触しリタイアした。特に第7戦モナコGPではクラッシュにより脹脛に裂傷を負った。さらに第8戦カナダGPではジャック・ヴィルヌーブに衝突されるなど、マシントラブルとアクシデントにより7回のリタイアを喫した。24ポイントの獲得にとどまるも、前年より一つ上のシリーズ5位となった。
2001年よりチームメイトがCART史上最年少チャンピオンであるファン・パブロ・モントーヤとなった。第4戦サンマリノGPでは、予選3位からスタートして参戦5年目でF1初勝利を挙げた。母国ドイツGPでも勝利し、この年は最終的に3勝を挙げ49ポイントを獲得し、前年を上回るランキング4位でシーズンを終えた。
2002年、開幕からフェラーリが圧倒的な戦力を見せつけシーズンを席巻。ウィリアムズの2台は苦戦の一年となった。序盤の第2戦マレーシアGPで同年チーム唯一となる勝利を挙げたが、50ポイントを獲得したチームメイトのモントーヤに獲得ポイントで上回られ、獲得したポイントは42ポイント、ランキング4位でシーズンを終えた。
2003年にシーズン2勝を挙げ、チームもコンストラクターズタイトルに手が届きそうであったが、僅差でフェラーリに敗れた。自身は自己最多の58ポイントを獲得したがランキングは5位であった。モントーヤは9度の表彰台で82ポイントを獲得しており、チームメイトに対し遅れをとった。このウィリアムズ在籍時代には、幾度かの優勝争いにこそ絡むも、チャンピオン争いをするには一歩足りない状況が続いた。またチームメイトのモントーヤを過剰に意識するあまり、レース中に同士討ちすることがあった。

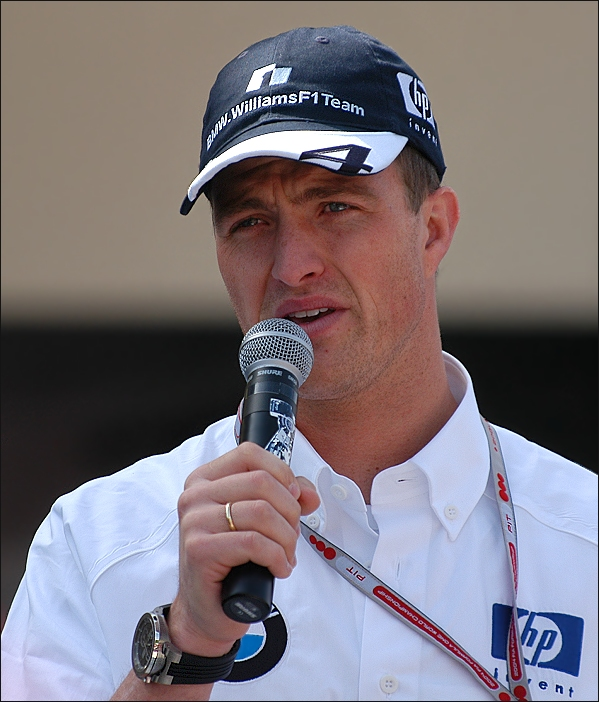
ウィリアムズ時代（2004年）

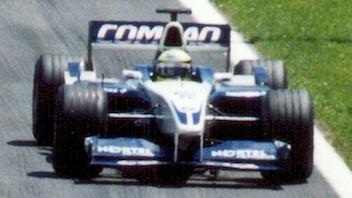
2001年カナダグランプリ

チーム在籍6年目となる2004年、同年のウィリアムズは、フェラーリだけでなくB・A・Rやルノー勢に対しても苦戦を強いられた。第8戦カナダGPではポールポジションを獲得し、2位フィニッシュしたが、マシンのブレーキダクトの規定違反により失格となった。シューマッハは第9戦アメリカGP決勝で、高速の最終コーナーでクラッシュし背骨を負傷、6戦欠場を余儀なくされ、結局未勝利に終わった。
シーズン中に、翌シーズンからのトヨタ移籍を発表。6年在籍したウィリアムズからの離脱が決まった。また、同年の日本GP・鈴鹿では兄ミハエルが優勝、自身は2位となり、結果的に最後となる兄弟での1-2フィニッシュを記録した。

#### トヨタ時代
2005年第2戦マレーシアGPで5位フィニッシュし、トヨタ移籍後の初入賞を果たす。第9戦アメリカGPでは、フリー走行2回目でミシュランタイヤの問題から前年と同じ最終コーナーでスピンを喫し、予選と決勝を欠場した。しかしこの年はコンスタントに入賞を記録し、ついにハンガリーGPで移籍後初となる3位表彰台を獲得した。また日本GPでポールポジション、中国GPで3位表彰台を獲得するなど終盤戦でも活躍した。計14戦で計45ポイントを獲得し、43ポイントを獲得したチームメイトのヤルノ・トゥルーリを上回った。
2006年、トヨタは前年までのミシュランからブリヂストンへとタイヤを変更しており、序盤はその対応に苦労した。第3戦オーストラリアGPではミハエルのクラッシュ、後続から迫っていたモントーヤのトラブルにも助けられ、チームにとっても自身にとってもシーズン唯一の3位表彰台を獲得した。中盤から終盤にかけて、マシンパフォーマンスは向上するが信頼性が伴わず、シーズン全体では18戦中7度のリタイアを喫した。この年は20ポイントを獲得しランキング10位となった。前年に続いてチームメイトのトゥルーリを年間獲得ポイントで上回った。
2007年はマクラーレン・メルセデスとフェラーリが他チームを圧倒し、その後にBMWザウバーがつけるという構図がシーズンを通して一貫していた。その中でトヨタは、入賞枠をルノー、ウィリアムズ、レッドブルらと奪い合う年となった。チームメイトのトゥルーリは、予選では常にその集団から抜けだしQ3に進出する一方で、シューマッハはシーズンを通して予選で中団から後方に沈むことが多かった。ハンガリーGPではこの年最高の6位入賞を果たし復調の兆しを見せたが、結局入賞はこれを含めて3回のみに留まり、日本GP終了後の10月1日、2007年シーズン限りでのトヨタチーム離脱を発表した。「今が新しい挑戦を探すべきときだと思った」と言い残し、3年間在籍したトヨタを離れF1での現役続行を公言していたが、他のF1チームからの具体的なオファーは無く、この年をもってF1から事実上の引退となった。

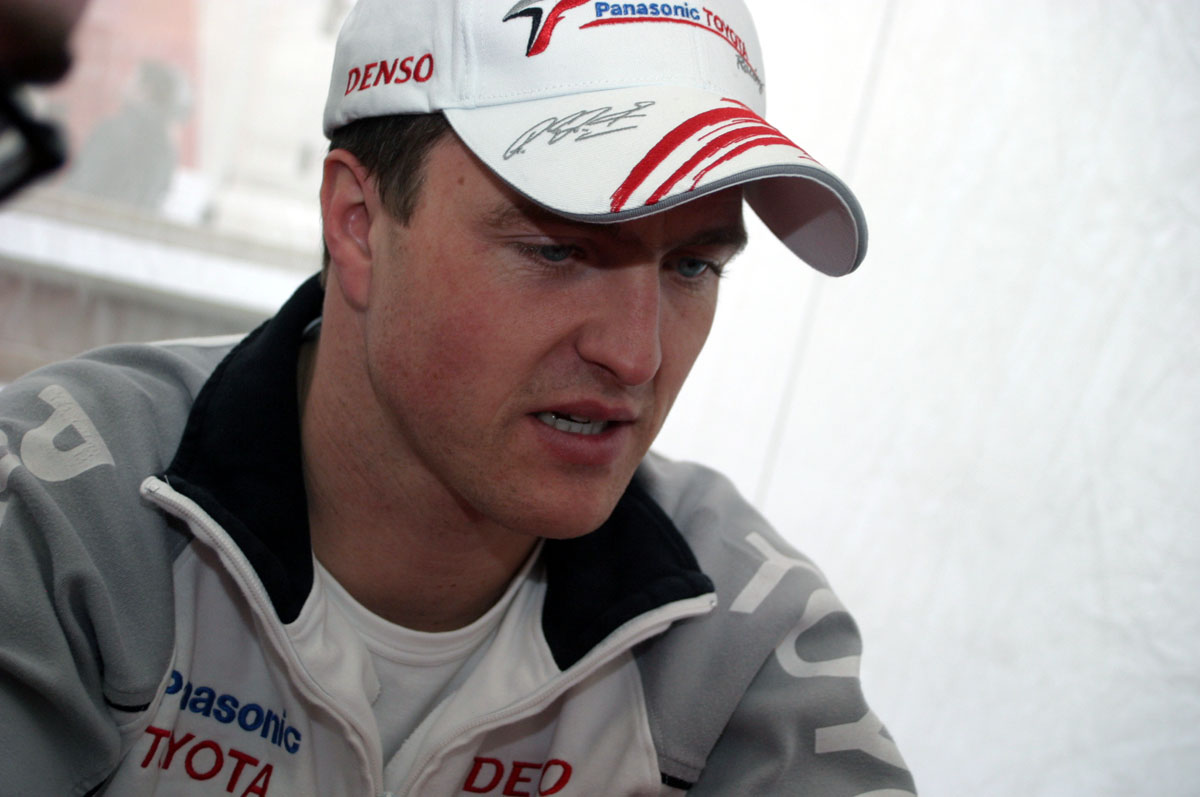
トヨタ時代（2006年）

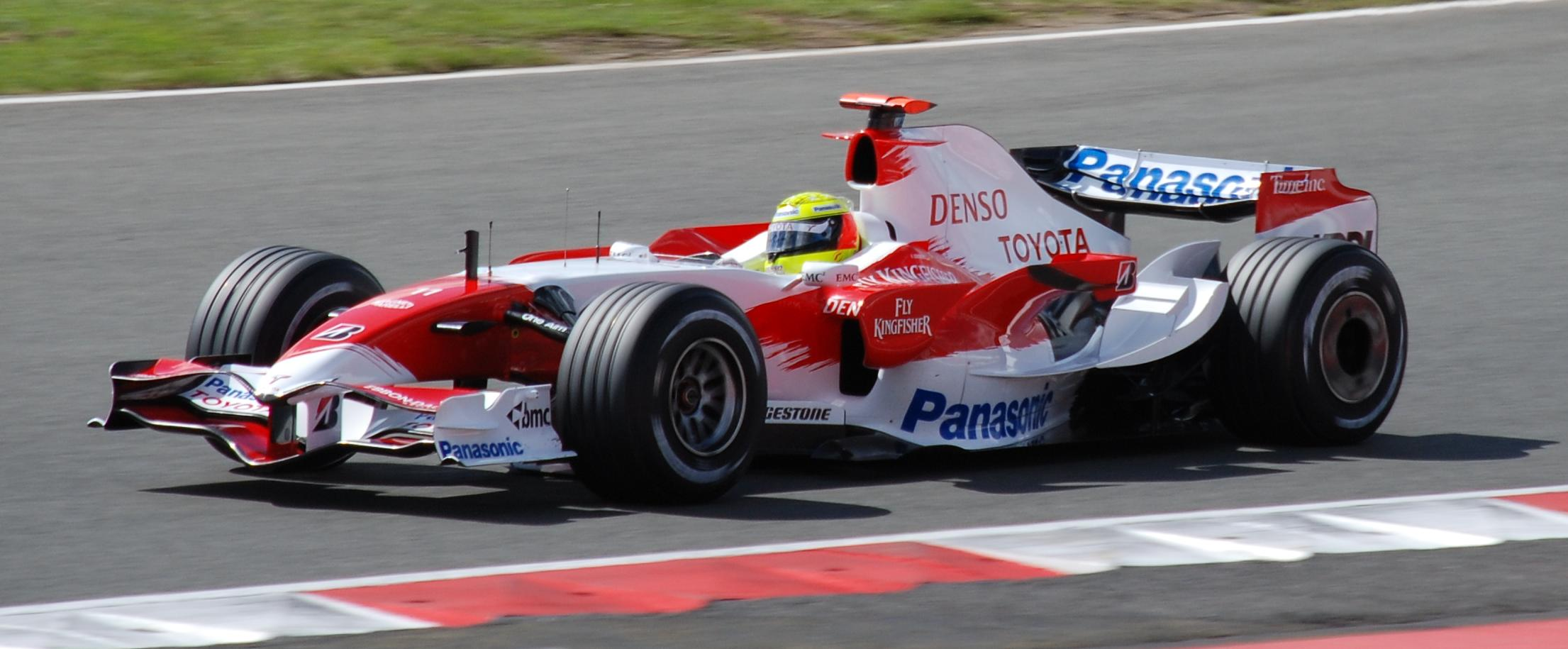
2007年イギリスグランプリ

同年12月6日ヘレスにて、スパイカーF1を買収したばかりのF1新規参戦チームであるフォース・インディアの2回目となるF1テスト走行に協力し「スパイカー・F8-VII」を走らせたが、シューマッハは「このテストドライブは友人であるビジェイ・マリヤに頼まれていたからであって、僕はフォース・インディアでレースをする気はない」としている。また、2006年から契約をしていたマネージャーのハンス・マールとも袂を分かち、ミハエルからも引退を勧められたと言われている。2008年からのDTMへの参戦が有力視され報道された際にはDTMへの参戦歴のあるミハエルから「自分たち兄弟は、DTMマシンを速く乗ることは難しい」とアドバイスされたという。

### ドイツ・ツーリングカー選手権 (DTM)

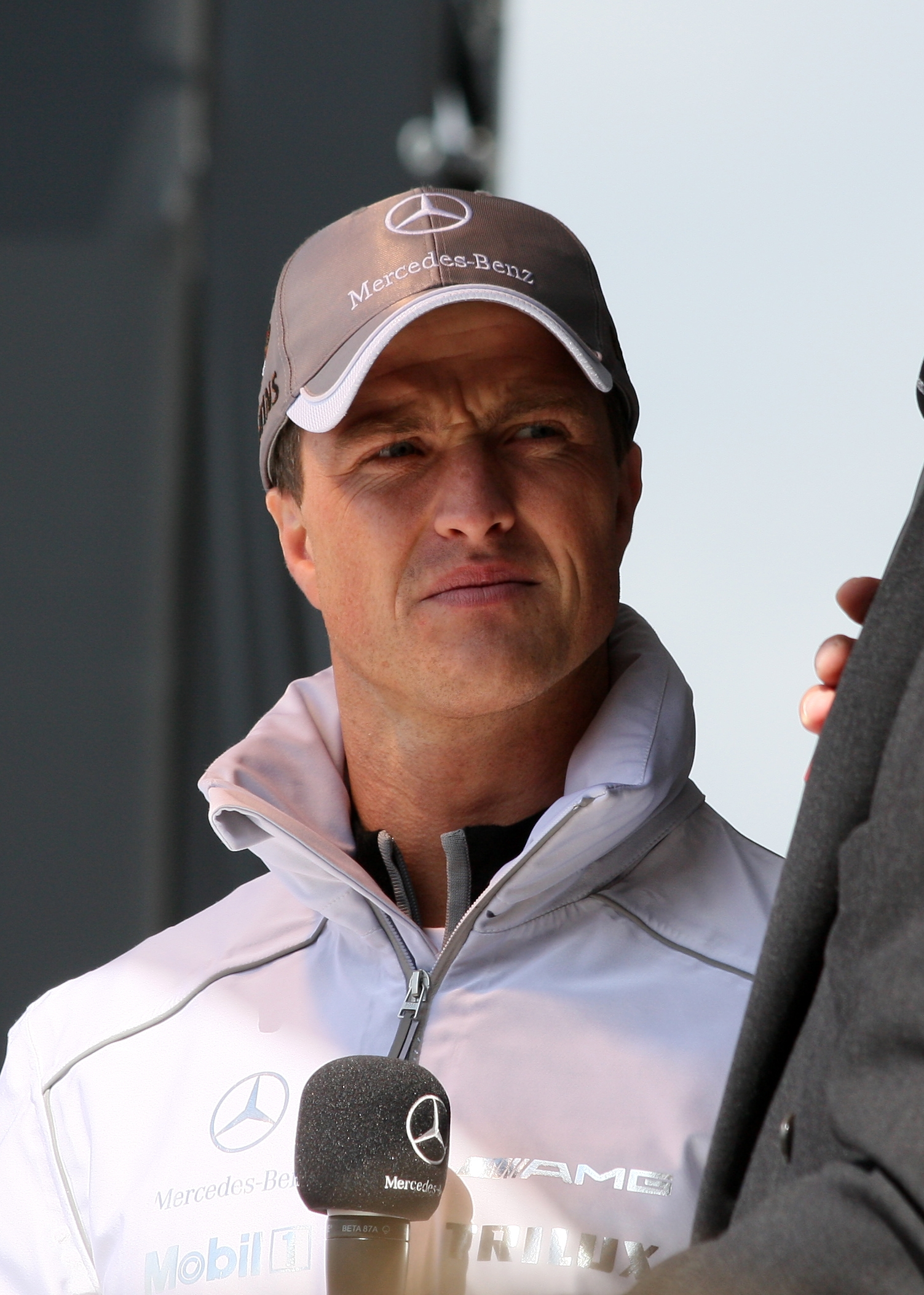
DTM時代（2008年）

#### 2008年
メルセデスチームで“MercedesBenz AMG-Cクラス”を駆りDTMシリーズに参戦。母国ドイツを基盤とするレース活動はF3時代以来13年ぶりとなった。第7戦ニュルブルクリンクのレースで8位入賞し、初ポイントを獲得。第9戦のカタルーニャでも7位入賞し2ポイント獲得したもののDTM参戦初年は計3ポイント、シリーズ14位に留まり厳しいデビューイヤーとなった。

#### 2009年

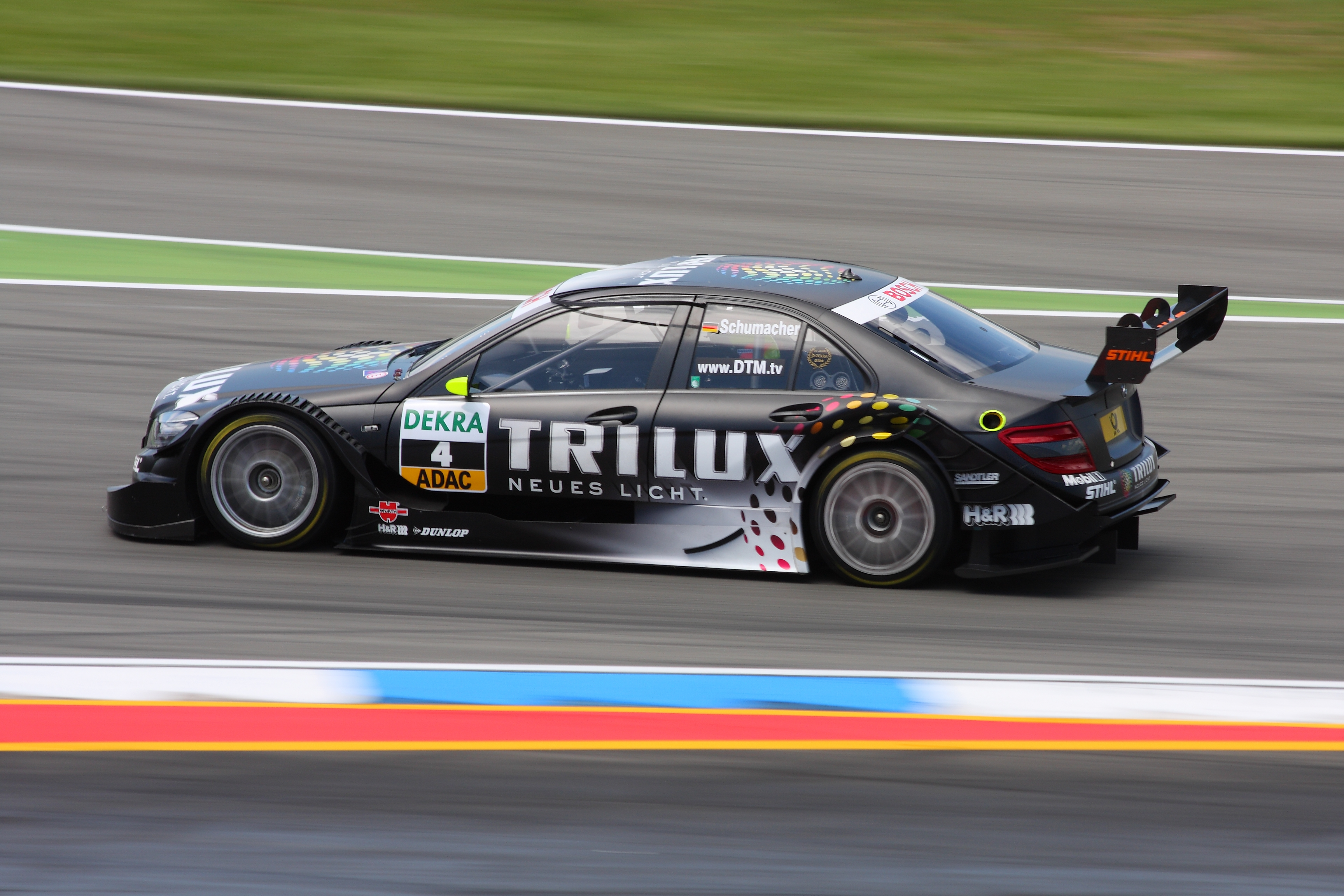
2009年DTM

苦戦した2008年で引退するのではないか、という噂も出ていたが、2009年はAMGメルセデスCクラスの最新型マシンでの継続参戦が決まり、シューマッハは「前年は1年落ちのマシンだったが、今年最新のメルセデスCクラスに変わることは非常に大きなチャンス。2008年が学習の年であることはチームにも明らかなことだった。だから昨年の成績には満足している。メルセデスが最新型マシンを与えてくれたことへの信用に応えたいと思っている。DTMシリーズが世界最高のツーリングカーシリーズであり、ドライバーは1メートルとコンマ1秒のために激しく戦っている。私がパドックで多くの観客と接することでも分かるように、ファンも私と同じようにこのDTMシリーズが好きだ。観客達はDTM以外のどんなレースでもこれ以上のバリュー・フォー・マネーは得ることはできないだろう」と話し、DTMとその環境に好感を抱いたとコメントしている。同年は入賞3回、計9ポイントを獲得しシーズンを終えた。

#### 2010年
2010年はHWAチームから参戦し、3ポイント獲得に終わったものの第5戦ノリスリンクではポールポジションを獲得。スタートでストールしてしまったが、ファステストラップを記録するなど幾度か速さを見せた。

## 評価
F1デビュー当初から完走すれば入賞できる上位に位置することが多かったが、上位走行中のリタイアも多い。トヨタへの移籍後にはウィリアムズ所属期後半にしばしば見られたような、単純なミスは少なくなった。
F1で6回の優勝と、6回のPPを獲得しており、参戦当時のF1を代表するドライバーの一人であった。
記者マイク・ローレンスは、2005年インディアナポリスの金曜フリー走行でのクラッシュがなければ、もっと成功を収められただろうという趣旨の分析をしている。

## エピソード
- ヘルメットのカラーリングはジュニア時代から兄ミハエルと同じデザインのものを踏襲しており、兄との相違点としてネオンイエローをベースカラーとすることで独自性を出している。
- モナコGPではF1デビューからリタイヤが続き、完走達成まで6年を要した。しかし、2002年に初完走を果たして以降は全て完走している。
- アメリカGPでの完走は1回のみだった。2004年と2005年には大クラッシュも経験しており、相性が悪かった。
- ミハエルとは不仲であると言われている。ドイツの新聞紙「ビルト」によると、口も利かないほどで、「兄さんと僕はすごく違う。趣味も違うし、別の人生を歩いている。兄弟と親友になる必要はない。」とも語っている[9]。誕生日ウィークのグランプリでは恒例としてバースデーパーティがパドック内で行われており、その際にはメディア向けにお互い所属チームが違っていても「兄弟」として出向いていた。
- 他にも、F1デビュー年にチームメイトだったジャンカルロ・フィジケラ(前述のアルゼンチンGPでの同士討ちがきっかけ)や、ウィリアムズ時代のチームメイトだったファン・パブロ・モントーヤとも不仲とされる。
- 当時未定であった1997年のチームメイトには誰がよいか？という質問に、デイモン・ヒルと即答していた（ヒルはワールドチャンピオンを獲得したにもかかわらずまだ97年のシートが確定していなかった）。そして翌年に彼とコンビを組んでおり、この時から非常な良好関係だったという。
- 自身の後任には同郷のドライバーが起用されることが多かった。トヨタではティモ・グロックとなり、ウィリアムズではニック・ハイドフェルド、ジョーダンではハインツ＝ハラルド・フレンツェンが起用された。
- ウィリアムズF1チームが2019年に最下位を走り続ける絶不調期を過ごし、翌2020年にチームの身売り報道が多くなった際に取材を受け、「フランク・ウィリアムズのチームの管理方法は常に上から強いプレッシャーをかけるものだった」「現代風のやり方でチームを導くことができなかったようだ、時代は変化しているし数年前に若い経営者に道を譲るべきだった。」「あのチームのマネージメントスタイルには間違っていることがすごく多かった」と自身が現役時代に6年在籍したチームの内情を批判的に語った[10]。ただしチームの持つ施設や技術のレベルについては「今でも素晴らしいレーシングチームだと思う」と話している。
- 2024年7月14日、インスタグラムに、男性パートナーと腕を組み夕陽を眺める画像を投稿し、同性パートナーと継続的な関係にあることを明らかにした[11]。

## レース戦績

### マカオグランプリ
| 年     | チーム                        | エンジン | 周回 | 合計タイム  | LEG1 | LEG2 | 総合順位 |
| ------ | ----------------------------- | -------- | ---- | ----------- | ---- | ---- | -------- |
| 1994年 | マイルドセブン・WTSレーシング | オペル   | 27   | 1:06:19.330 | 4    | 5    | 4位      |
| 1995年 | マイルドセブン・WTSレーシング | オペル   | 15   | 35:05.832   | 1    | C    | 1位      |

### ドイツ・フォーミュラ3選手権
| 年     | チーム            | エンジン | クラス | 1       | 2       | 3       | 4       | 5         | 6       | 7       | 8         | 9         | 10       | 11      | 12      | 13       | 14        | 15        | 16        | 17    | 18    | 19        | 20      | DC  | ポイント |
| ------ | ----------------- | -------- | ------ | ------- | ------- | ------- | ------- | --------- | ------- | ------- | --------- | --------- | -------- | ------- | ------- | -------- | --------- | --------- | --------- | ----- | ----- | --------- | ------- | --- | -------- |
| 1994年 | オペル・チームWTS | オペル   | A      | ZOL 1 C | ZOL 2 3 | HOC 1 3 | HOC 2 9 | NÜR 1 Ret | NÜR 2 8 | WUN 1 2 | WUN 2 Ret | NOR 1 Ret | NOR 2 10 | DIE 1 2 | DIE 2   | NÜR 1 2  | NÜR 2 3   | AVU 1 2   | AVU 1 14  | ALE 1 | ALE 2 | HOC 1 DSQ | HOC 2 6 | 3位 | 158      |
| 1995年 | オペル・チームWTS | オペル   | A      | HOC 1 2 | HOC 2   | AVU 1 5 | AVU 1 6 | NOR 1     | NOR 2   | DIE 1   | DIE 2 1   | NÜR 1 2   | NÜR 2 3  | ALE 1 3 | ALE 2 3 | MAG 1 10 | MAG 2 Ret | HOC 1 DSQ | HOC 1 DSQ |       |       |           |         | 2位 | 171      |

- 太字はポールポジション、斜字はファステストラップ。(key)

### 全日本GT選手権
| 年     | チーム                         | コドライバー | 使用車両             | タイヤ | クラス | 1     | 2       | 3      | 4       | 5     | 6     | 順位 | ポイント |
| ------ | ------------------------------ | ------------ | -------------------- | ------ | ------ | ----- | ------- | ------ | ------- | ----- | ----- | ---- | -------- |
| 1996年 | チーム ラーク・マクラーレンGTR | 服部尚貴     | マクラーレン・F1-GTR | B      | GT500  | SUZ 1 | FSW Ret | SEN 15 | FSW Ret | SUG 1 | MIN 1 | 2位  | 60       |

- 太字はポールポジション、斜字はファステストラップ。(key)

### フォーミュラ・ニッポン
| 年     | チーム                      | 1     | 2     | 3      | 4     | 5     | 6       | 7       | 8     | 9     | 10      | 順位 | ポイント |
| ------ | --------------------------- | ----- | ----- | ------ | ----- | ----- | ------- | ------- | ----- | ----- | ------- | ---- | -------- |
| 1996年 | X-JAPAN Racing Team Le Mans | SUZ 3 | MIN 1 | FSW 19 | TOK 1 | SUZ 4 | SUG Ret | FSW Ret | MIN 1 | SUZ 4 | FSW Ret | 1位  | 40       |

- 太字はポールポジション、斜字はファステストラップ。(key)

### FIA GT選手権
| 年     | チーム        | 使用車両                    | クラス | 1   | 2   | 3   | 4   | 5     | 6   | 7   | 8   | 9   | 10  | 11  | 順位 | ポイント |
| ------ | ------------- | --------------------------- | ------ | --- | --- | --- | --- | ----- | --- | --- | --- | --- | --- | --- | ---- | -------- |
| 1997年 | AMGメルセデス | メルセデス・ベンツ・CLK-GTR | GT1    | HOC | SIL | HEL | NÜR | SPA 5 | A1R | SUZ | DON | MUG | SEB | LAG | 29位 | 2        |

(key)

### F1
| 年     | チーム       | シャーシ | 1       | 2       | 3       | 4       | 5       | 6       | 7       | 8       | 9       | 10      | 11      | 12      | 13      | 14     | 15      | 16      | 17      | 18      | 19    | ランキング | ポイント |
| ------ | ------------ | -------- | ------- | ------- | ------- | ------- | ------- | ------- | ------- | ------- | ------- | ------- | ------- | ------- | ------- | ------ | ------- | ------- | ------- | ------- | ----- | ---------- | -------- |
| 1997年 | ジョーダン   | 197      | AUS Ret | BRA Ret | ARG 3   | SMR Ret | MON Ret | ESP Ret | CAN Ret | FRA 6   | GBR 5   | GER 5   | HUN 5   | BEL Ret | ITA Ret | AUT 5  | LUX Ret | JPN 9   | EUR Ret |         |       | 11位       | 13       |
| 1998年 | ジョーダン   | 198      | AUS Ret | BRA Ret | ARG Ret | SMR 7   | ESP 11  | MON Ret | CAN Ret | FRA 16  | GBR 6   | AUT 5   | GER 6   | HUN 9   | BEL 2   | ITA 3  | LUX Ret | JPN Ret |         |         |       | 10位       | 14       |
| 1999年 | ウィリアムズ | FW21     | AUS 3   | BRA 4   | SMR Ret | MON Ret | ESP 5   | CAN 4   | FRA 4   | GBR 3   | AUT Ret | GER 4   | HUN 9   | BEL 5   | ITA 2   | EUR 4  | MAL Ret | JPN 5   |         |         |       | 6位        | 35       |
| 2000年 | ウィリアムズ | FW22     | AUS 3   | BRA 5   | SMR Ret | GBR 4   | ESP 4   | EUR Ret | MON Ret | CAN 14† | FRA 5   | AUT 14  | GER 7   | HUN 5   | BEL 3   | ITA 3  | USA Ret | JPN Ret | MAL Ret |         |       | 5位        | 24       |
| 2001年 | ウィリアムズ | FW23     | AUS Ret | MAL 5   | BRA Ret | SMR 1   | ESP Ret | AUT Ret | MON Ret | CAN 1   | EUR 4   | FRA 2   | GBR Ret | GER 1   | HUN 4   | BEL 7  | ITA 3   | USA Ret | JPN 6   |         |       | 4位        | 49       |
| 2002年 | ウィリアムズ | FW24     | AUS Ret | MAL 1   | BRA 2   | SMR 3   | ESP 11† | AUT 4   | MON 3   | CAN 7   | EUR 4   | GBR 8   | FRA 5   | GER 3   | HUN 3   | BEL 5  | ITA Ret | USA 16  | JPN 11† |         |       | 4位        | 42       |
| 2003年 | ウィリアムズ | FW25     | AUS 8   | MAL 4   | BRA 7   | SMR 4   | ESP 5   | AUT 6   | MON 4   | CAN 2   | EUR 1   | FRA 1   | GBR 9   | GER Ret | HUN 4   | ITA PO | USA Ret | JPN 12  |         |         |       | 5位        | 58       |
| 2004年 | ウィリアムズ | FW26     | AUS 4   | MAL Ret | BHR 7   | SMR 7   | ESP 6   | MON 10† | EUR Ret | CAN DSQ | USA Ret | FRA     | GBR     | GER     | HUN     | BEL    | ITA     | CHN Ret | JPN 2   | BRA 5   |       | 9位        | 24       |
| 2005年 | トヨタ       | TF105    | AUS 12  | MAL 5   | BHR 4   | SMR 9   | ESP 4   | MON 6   | EUR Ret | CAN 6   | USA INJ | FRA 7   | GBR 8   | GER 6   | HUN 3   | TUR 12 | ITA 6   | BEL 7   | BRA 8   |         |       | 6位        | 45       |
| 2005年 | トヨタ       | TF105B   |         |         |         |         |         |         |         |         |         |         |         |         |         |        |         |         |         | JPN 8   | CHN 3 | 6位        | 45       |
| 2006年 | トヨタ       | TF106    | BHR 14  | MAL 8   | AUS 3   | SMR 9   | EUR Ret | ESP Ret |         |         |         |         |         |         |         |        |         |         |         |         |       | 10位       | 20       |
| 2006年 | トヨタ       | TF106B   |         |         |         |         |         |         | MON 8   | GBR Ret | CAN Ret | USA Ret | FRA 4   | GER 9   | HUN 6   | TUR 7  | ITA 15  | CHN Ret | JPN 7   | BRA Ret |       | 10位       | 20       |
| 2007年 | トヨタ       | TF107    | AUS 8   | MAL 15  | BHR 12  | ESP Ret | MON 16  | CAN 8   | USA Ret | FRA 10  | GBR Ret | EUR Ret | HUN 6   | TUR 12  | ITA 15  | BEL 10 | JPN Ret | CHN Ret | BRA 11  |         |       | 16位       | 5        |

- 太字はポールポジション、斜字はファステストラップ。(key)
- † : リタイアだが、90%以上の距離を走行したため規定により完走扱い。

### ドイツツーリングカー選手権
| 年     | チーム                     | 使用車両                          | 1       | 2       | 3       | 4      | 5       | 6       | 7       | 8       | 9        | 10       | 11      | 順位 | ポイント |
| ------ | -------------------------- | --------------------------------- | ------- | ------- | ------- | ------ | ------- | ------- | ------- | ------- | -------- | -------- | ------- | ---- | -------- |
| 2008年 | ミュッケ・モータースポーツ | メルセデス・ベンツ・Cクラス 2007  | HOC1 14 | OSC 10  | MUG Ret | LAU 13 | NOR 16  | ZAN 12  | NÜR 8   | BRA 15  | CAT 7    | BUG Ret  | HOC2 14 | 14位 | 3        |
| 2009年 | HWAチーム                  | メルセデス・ベンツ・Cクラス 2009  | HOC1 9  | LAU 10  | NOR 6   | ZAN 10 | OSC 11  | NÜR 7   | BRH 9   | CAT 13  | DIJ 5    | HOC2 Ret |         | 11位 | 9        |
| 2010年 | HWAチーム                  | メルセデス・ベンツ・Cクラス 2009  | HOC1 9  | VAL Ret | LAU 9   | NOR 11 | NÜR 6   | ZAN 9   | BRH Ret | OSC 9   | HOC2 Ret | ADR 12   | SHA 10  | 14位 | 3        |
| 2011年 | HWAチーム                  | メルセデス・ベンツ・Cクラス 2009  | HOC1 3  | ZAN 11  | SPL 2   | LAU 12 | NOR 6   | NÜR Ret | BRH 5   | OSC Ret | VAL 13   | HOC2 11  |         | 8位  | 21       |
| 2012年 | HWAチーム                  | メルセデス・ベンツ・Cクラスクーペ | HOC1 7  | LAU 10  | BRH 19  | SPL 11 | NOR Ret | NÜR 13  | ZAN 10  | OSC 13  | VAL 14   | HOC2 9   |         | 17位 | 10       |

- 太字はポールポジション、斜字はファステストラップ。(key)